# قيس بن أبي حازم
قيس بن أبي حازم تابعي كوفي، وأحد رواة الحديث النبوي. روى له الجماعة.

## سيرته
قَيْس بن أَبي حازم أبو عبد الله البجلي الأحمسي الكوفي، من بجيلة، اسم أبيه حصين بن عوف، وقيل: عوف بن عبد الحارث بن عوف بن حشيش بن هلال. أدرك الجاهلية، وهاجر إِلَى النَّبِيّ ليبايعه، فقُبض وهو في الطريق، وقيل: إنه رآه يخطب، ولم يثبت ذلك، وأبوه أَبُو حازم له صحبة. وكان من علماء زمانه. كان قيس في جيش خالد بن الوليد في اليرموك وغيره، كبر قيس حتى جاز المائة بسنين كثيرة حتى خرف، وذهب عقله. مات في آخر خلافة سليمان بن عبد الملك سنة 98 هـ وقيل 97 هـ.

## روايته للحديث النبوي
- روى عن: الأشعث بن قيس الْكِنْدِيِّ، وبلال مولى أَبِي بَكْر، وجرير بن عبد الله البجلي، وحذيفة بن اليمان، وخالد بن الوليد، وخباب بن الأرت، ودكين بْن سَعِيد المزني، والزبير بن العوام، وسعد بن أبي وقاص، وسعيد بن زيد، وأَبِي سُفْيَان صخر بْن حَرْب، والصنابح بْن الأعسر البجلي، وطلحة بن عبيد الله، وعبد الله بن رواحة مرسل، وعبد الله بن مسعود، وعتبة بن فرقد السلمي، وعثمان بن عفان، وعدي بْن عميرة الْكِنْدِيّ، وعقبة بن عامر الجهني، وعلي بن أبي طالب، وعمار بن ياسر، وعمر بن الخطاب، وعمرو بن العاص، وقيس بن عمرو، ويُقال: ابن قهد الأَنْصارِيّ، ومرادس الأَسلميّ، والمستورد بْن شداد، ومعاذ بن جبل، ومعاوية بن أبي سفيان، والمغيرة بن شعبة، وأبي بكر الصديق، وأَبِي جحيفة السوائي، وأبيه أَبِي حازم الأَصْمَعِيّ، وأَبِي سهلة مولى عثمان ابن عفان، وأَبِي شهم وله صحبة، وأبي عبيدة بن الجراح، وأبو مسعود الأنصاري البدري، وأبي موسى الأشعري، وأبي هريرة، وأسماء بنت أبي بكر، وعائشة بنت أبي بكر أم المؤمنين.
- روى عنه: إِبْرَاهِيم بْن جرير بْن عَبد الله البجلي، وإبراهيم بن مهاجر البجلي، وإسماعيل بن أبي خالد وأَبُو بشر بيان بن بشر الأحمسي، والحارث بن كعب، والحكم بن عتيبة، وسليمان الأعمش، وسيار أَبُو حَمْزَة، وطارق بْن عَبْد الرَّحْمَنِ البجلي، وأَبُو حريز عَبد اللَّهِ بْن الْحُسَيْن قاضي سجستان، وعمر بن أبي زائدة، وعيسى بْن المُسَيَّب البجلي، ومجالد بن سَعِيد، والمُسَيَّب بْن رافع، والمغيرة بْن شبيل، ويعقوب بْن النعمان بْن أَبي خَالِد ابْن أخي إسماعيل ابن أَبي خَالِد، وأبو إسحاق السبيعي.[2]

### الجرح والتعديل
- قال سفيان بن عيينة: «مَا كَانَ بالكوفة أحد أروى عَنْ أصحاب رَسُول اللَّهِ ﷺ من قَيْس بْن أَبي حازم».
- قال أبو داود: «أجود التابعين إسنادًا قيس بن أَبي حازم. روى عن تسعة من العشرة، ولم يرو عن عبد الرحمن بن عوف.».
- قال يعقوب بن شيبة السدوسي: «وقَيْس من قدماء التابعين، وقد روى عَن أَبِي بَكْر الصديق فمن دونه وأدركه وهُوَ رجل كَامِل».
- قال ابن خراش: «قَيْس بْن أَبي حازم كوفي جليل، وليس في التابعين أحد روى عن العشرة إِلا قَيْس بْن أَبي حازم».
- قال يحيى بن معين: «قَيْس بْن أَبي حازم أوثق من الزُّهْرِيّ، ومن السَّائِب بْن يَزِيد.».
- قَال علي بن المديني: «قال لي يحيى بْن سَعِيد: قَيْس بْن أَبي حازم منكر الحديث - ثُمَّ ذكر له يَحْيَى أحاديث مناكير منها حديث كلاب الحوأب».
- روى له الجماعة.[2]